# Hondenkoers (Appelterre)
De Hondenkoers is een loopwedstrijd voor honden die sinds 1922 jaarlijks gehouden wordt tijdens de kermis in de Ninoofse deelgemeente Appelterre. In 2024 vond de honderdste editie van de wedstrijd plaats.
De traditie ontstond in de tijd dat boeren hun melk nog aan de melkerij leverden met een kar die door honden getrokken werd. Boeren die aan de melkerij op Den Beirenhoek (hoek Hellestraat – Wilderstraat) leverden en daar moesten wachten, lieten hun honden al eens tegen elkaar een koers lopen waarbij er gewed werd. Vanaf 1922 werd dit een vast onderdeel tijdens de lokale kermisweek. De hedendaagse wedstrijd vindt plaats op een gesloten omloop waar gezelschapshonden in verschillende categorieën tegen elkaar uitkomen.